# 2. Tennis-Bundesliga (Damen) 2013
Die 2. Tennis-Bundesliga der Damen wurde 2013 zum 15. Mal ausgetragen.
Die Spiele fanden im Zeitraum vom 12. Mai bis 22. Juni 2013 statt.

## Spieltage und Mannschaften
| Spieltage                                                                            |
| ------------------------------------------------------------------------------------ |
| 1. Spieltag: So., 12. Mai 2013, 11:00 Uhr                                            |
| 2. Spieltag: Nord: Sa., 18. Mai 2013, 11:00 Uhr \| Süd: Mo., 20. Mai 2013, 11:00 Uhr |
| 3. Spieltag: Nord: Mo., 20. Mai 2013, 11:00 Uhr \| Süd: So., 26. Mai 2013, 11:00 Uhr |
| 4. Spieltag: Nord: So., 26. Mai 2013, 11:00 Uhr \| Süd: Sa., 8. Juni 2013, 11:00 Uhr |
| 5. Spieltag: So., 9. Juni 2013, 11:00 Uhr                                            |
| 6. Spieltag: So., 16. Juni 2013, 11:00 Uhr                                           |
| 7. Spieltag: Sa., 22. Juni 2013, 11:00 Uhr                                           |

| Mannschaften 2. BL Nord |
| ----------------------- |
| Braunschweiger THC      |
| Der Club an der Alster  |
| LTTC Rot-Weiß Berlin    |
| Rochusclub Düsseldorf   |
| RTHC Bayer Leverkusen   |
| TC Blau-Weiß Halle      |
| TK Blau-Weiss Aachen    |

| Mannschaften 2. BL Süd        |
| ----------------------------- |
| Eckert Tennis Team Regensburg |
| MTTC Iphitos München          |
| Ski-Club Ettlingen            |
| TC Amberg am Schanzl          |
| TC Augsburg Siebentisch       |
| TC Rüppurr                    |
| TC Weissenhof                 |

## 2. Bundesliga Damen Nord

### Abschlusstabelle
|     | Mannschaft               | Begegnungen | Punkte | Matches | Sätze | Spiele  |
| --- | ------------------------ | ----------- | ------ | ------- | ----- | ------- |
| 01. | TK Blau-Weiss Aachen (N) | 6           | 12:0   | 39:15   | 84:38 | 569:412 |
| 02. | TC Blau-Weiß Halle       | 6           | 8:4    | 32:22   | 70:53 | 528:457 |
| 03. | Der Club an der Alster   | 6           | 8:4    | 31:23   | 74:50 | 555:451 |
| 04. | Braunschweiger THC (N)   | 6           | 6:6    | 23:31   | 55:70 | 458:523 |
| 05. | Rochusclub Düsseldorf    | 6           | 4:8    | 24:30   | 53:64 | 459:508 |
| 06. | RTHC Bayer Leverkusen    | 6           | 2:10   | 21:33   | 49:76 | 434:540 |
| 07. | LTTC Rot-Weiß Berlin     | 6           | 2:10   | 19:35   | 44:78 | 306:535 |

### Mannschaftskader
| Pos. | Name                 |
| ---- | -------------------- |
| 1    | Anastasija Sevastova |
| 2    | Olha Sawtschuk       |
| 3    | Zuzana Luknárová     |
| 4    | Jana Nabel           |
| 5    | Majlena Pedersen     |
| 6    | Patty Schnyder       |
| 7    | Vinja Lehmann        |
| 8    | Kim Janine Gefeller  |
| 9    | Imke Schlünzen       |
| 10   | Patricia Skowronski  |
| 11   | Janine Krebs         |
| 12   | Linnea Pedersen      |
| 13   | Antonia Berse        |
| 14   | Katharine Stimik     |
| 15   |                      |
| 16   |                      |

| Pos. | Name               |
| ---- | ------------------ |
| 1    | Stephanie Vogt     |
| 2    | Carina Witthöft    |
| 3    | Palina Pechawa     |
| 4    | Anaïs Laurendon    |
| 5    | Vivian Heisen      |
| 6    | Maria Jespersen    |
| 7    | Julia Paetow       |
| 8    | Jennifer Witthöft  |
| 9    | Lisa Ponomar       |
| 10   | Katharina Holert   |
| 11   | Gitte Möller       |
| 12   | Martine Ditlev     |
| 13   | Valerie Riegraf    |
| 14   | Lisa Matviyenko    |
| 15   | Denisa Ibrahimovic |
| 16   | Johanna Silva      |

| Pos. | Name                  |
| ---- | --------------------- |
| 1    | Diana Buzean          |
| 2    | Ema Mikulčić          |
| 3    | Dejana Raickovic      |
| 4    | Grace Mpassy-Nzoumba  |
| 5    | Michaela Pochabová    |
| 6    | Bianca Hincu          |
| 7    | Simona Dobrá          |
| 8    | Xenia Suworowa        |
| 9    | Lorene Foerste        |
| 10   | Camille Gbaguidi      |
| 11   | Nicole Müller         |
| 12   | Jessica Sabeshinskaja |
| 13   | Jenny Trettin         |
| 14   | Saskia Saberschinsky  |
| 15   |                       |
| 16   |                       |

| Pos. | Name                   |
| ---- | ---------------------- |
| 1    | Mihaela Buzărnescu     |
| 2    | Katalin Marosi         |
| 3    | Vanessa Henke          |
| 4    | Cindy Burger           |
| 5    | Madita Suer            |
| 6    | Nora Niedmers          |
| 7    | Katharina Gerlach      |
| 8    | Alice Tesan            |
| 9    | Dorit Waligura         |
| 10   | Laura Charlotte Zelder |
| 11   | Camilla Waldecker      |
| 12   | Anna-Catharina Zoske   |
| 13   | Ruth Braukmann         |
| 14   | Constanze Kürten       |
| 15   | Ksenia Pronina         |
| 16   | Isabel Busch           |

| Pos. | Name                   |
| ---- | ---------------------- |
| 1    | Julia Kimmelmann       |
| 2    | Carolina Zeballos      |
| 3    | Jelena Pandžić         |
| 4    | Caitlin Whoriskey      |
| 5    | Alina Wessel           |
| 6    | Jade Schoelink         |
| 7    | Katharina Rath         |
| 8    | Stefanie Weinstein     |
| 9    | Romy Kölzer            |
| 10   | Sina Niketta           |
| 11   | Nina-Isabella Scholten |
| 12   | Jeanette Dräger        |
| 13   | Bianca Theisen         |
| 14   | Kirsten Jörn           |
| 15   | Hanna Sohn             |
| 16   | Sylvia Hanusek         |

| Pos. | Name                       |
| ---- | -------------------------- |
| 1    | Dinah Pfizenmaier          |
| 2    | Richèl Hogenkamp           |
| 3    | Marina Melnikowa           |
| 4    | Nina Zander                |
| 5    | Janina Toljan              |
| 6    | Barbara Haas               |
| 7    | Morgane Pons               |
| 8    | Valentini Grammatikopoulou |
| 9    | Catrin Levers              |
| 10   | Derya Turhan               |
| 11   | Christine Sperling         |
| 12   | Dessislawa Topalowa        |
| 13   | Tanja Klee                 |
| 14   | Victoria Ström             |
| 15   | Laura Wloka                |
| 16   | Renate van Oorschodt       |

| Pos. | Name                |
| ---- | ------------------- |
| 1    | Weronika Kapschaj   |
| 2    | Karolina Wlodarczak |
| 3    | Eva Wacanno         |
| 4    | Marie Benoit        |
| 5    | Demi Schuurs        |
| 6    | Lea Gasparovic      |
| 7    | Steffi Distelmans   |
| 8    | Sophie Govaerts     |
| 9    | Magali Kempen       |
| 10   | Nicky van Dyck      |
| 11   | Klaartje Liebens    |
| 12   | Michelle Fischer    |
| 13   | Pia Braun           |
| 14   | Julia Klein         |
| 15   | Lisa Seipp          |
| 16   | Stefanie Fritschi   |

### Ergebnisse
| Datum/Uhrzeit      | Heimmannschaft         | Gastmannschaft         | Matches | Sätze | Spiele |
| ------------------ | ---------------------- | ---------------------- | ------- | ----- | ------ |
| So. 12. Mai 11:00  | Rochusclub Düsseldorf  | Der Club an der Alster | 4:5     | 9:10  | 83:92  |
| So. 12. Mai 11:00  | TC Blau-Weiß Halle     | TK Blau-Weiss Aachen   | 2:7     | 5:15  | 61:97  |
| So. 12. Mai 11:00  | RTHC Bayer Leverkusen  | LTTC Rot-Weiss Berlin  | 3:6     | 8:12  | 70:77  |
| Sa. 18. Mai 11:00  | TK Blau-Weiss Aachen   | Rochusclub Düsseldorf  | 8:1     | 16:3  | 102:69 |
| Sa. 18. Mai 11:00  | Braunschweiger THC     | RTHC Bayer Leverkusen  | 5:4     | 13:9  | 95:68  |
| Sa. 18. Mai 11:00  | Der Club an der Alster | TC Blau-Weiß Halle     | 4:5     | 11:10 | 85:82  |
| Mo. 20. Mai 11:00  | TC Blau-Weiß Halle     | LTTC Rot-Weiss Berlin  | 7:2     | 16:6  | 103:65 |
| Mo. 20. Mai 11:00  | RTHC Bayer Leverkusen  | Rochusclub Düsseldorf  | 2:7     | 5:15  | 52:96  |
| Mo. 20. Mai 11:00  | TK Blau-Weiss Aachen   | Braunschweiger THC     | 6:3     | 14:6  | 96:61  |
| So. 26. Mai 11:00  | Der Club an der Alster | Braunschweiger THC     | 7:2     | 16:6  | 103:78 |
| So. 26. Mai 11:00  | LTTC Rot-Weiss Berlin  | TK Blau-Weiss Aachen   | 2:7     | 7:15  | 55:99  |
| So. 26. Mai 11:00  | TC Blau-Weiß Halle     | RTHC Bayer Leverkusen  | 4:5     | 10:11 | 82:88  |
| So. 9. Juni 11:00  | Rochusclub Düsseldorf  | Braunschweiger THC     | 3:6     | 8:13  | 74:94  |
| So. 9. Juni 11:00  | TK Blau-Weiss Aachen   | RTHC Bayer Leverkusen  | 6:3     | 14:8  | 94:78  |
| So. 9. Juni 11:00  | LTTC Rot-Weiss Berlin  | Der Club an der Alster | 3:6     | 7:14  | 49:91  |
| So. 16. Juni 11:00 | RTHC Bayer Leverkusen  | Der Club an der Alster | 4:5     | 8:12  | 78:96  |
| So. 16. Juni 11:00 | Rochusclub Düsseldorf  | TC Blau-Weiß Halle     | 3:6     | 6:13  | 57:100 |
| So. 16. Juni 11:00 | Braunschweiger THC     | LTTC Rot-Weiss Berlin  | 6:3     | 13:7  | 92:82  |
| Sa. 22. Juni 11:00 | Der Club an der Alster | TK Blau-Weiss Aachen   | 4:5     | 11:10 | 88:81  |
| Sa. 22. Juni 11:00 | Braunschweiger THC     | TC Blau-Weiß Halle     | 1:8     | 4:16  | 65:100 |
| Sa. 22. Juni 11:00 | LTTC Rot-Weiss Berlin  | Rochusclub Düsseldorf  | 3:6     | 7:12  | 68:80  |

## 2. Bundesliga Damen Süd

### Abschlusstabelle
|     | Mannschaft                        | Begegnungen | Punkte | Matches | Sätze | Spiele  |
| --- | --------------------------------- | ----------- | ------ | ------- | ----- | ------- |
| 01. | TC Amberg am Schanzl              | 6           | 12:0   | 42:12   | 85:38 | 548:402 |
| 02. | TC Rüppurr (A)                    | 6           | 10:2   | 37:17   | 80:36 | 544:376 |
| 03. | Eckert Tennis Team Regensburg (N) | 6           | 6:6    | 29:25   | 65:56 | 489:466 |
| 04. | Ski-Club Ettlingen                | 6           | 6:6    | 25:29   | 58:65 | 480:481 |
| 05. | MTTC Iphitos München              | 6           | 4:8    | 22:32   | 50:70 | 443:523 |
| 06. | TC Augsburg Siebentisch           | 6           | 2:10   | 18:36   | 42:77 | 381:519 |
| 07. | TC Weissenhof (N)                 | 6           | 2:10   | 16:38   | 40:78 | 423:541 |

### Mannschaftskader
| Pos. | Name                |
| ---- | ------------------- |
| 1    | Karolína Plíšková   |
| 2    | Kristýna Plíšková   |
| 3    | Lesley Kerkhove     |
| 4    | Chantal Škamlová    |
| 5    | Natela Dzalamidze   |
| 6    | Barbora Krejčíková  |
| 7    | Eva Rutarova        |
| 8    | Nikola Schweinerova |
| 9    | Julia Kral          |
| 10   | Magdalena Smejova   |
| 11   | Inna Kuzmenko       |
| 12   | Stefanie Alfery     |
| 13   | Adrienne Bofinger   |
| 14   | Christina Zentai    |
| 15   | Gabriele Kirchner   |
| 16   | Kiara Traeger       |

| Pos. | Name                  |
| ---- | --------------------- |
| 1    | Tamaryn Hendler       |
| 2    | Paula Kania           |
| 3    | Florencia Molinero    |
| 4    | Dia Ewtimowa          |
| 5    | Inés Ferrer Suárez    |
| 6    | Sarah-Rebecca Sekulic |
| 7    | Claudine Schaul       |
| 8    | Sabrina Jolk          |
| 9    | Vroni Hinterseer      |
| 10   | Laura Dell Angelo     |
| 11   | Sarina Müller         |
| 12   | Jelena Stojanovic     |
| 13   | Samantha Hörter       |
| 14   | Jasmin Ladurner       |
| 15   | Caroline Harpaintner  |
| 16   | Jennifer Mezei        |

| Pos. | Name                 |
| ---- | -------------------- |
| 1    | Andrea Hlaváčková    |
| 2    | Corinna Dentoni      |
| 3    | Amra Sadikovic       |
| 4    | Hilda Melander       |
| 5    | Annalisa Bona        |
| 6    | Lenka Juríková       |
| 7    | Tatjana Priachin     |
| 8    | Svenja Weidemann     |
| 9    | Darina Sedenková     |
| 10   | Mia Buric            |
| 11   | Julia Bluhm          |
| 12   | Aneta Miksovska      |
| 13   | Denise Höfer         |
| 14   | Veronika Matejickova |
| 15   | Sarah Weschenfelder  |
| 16   |                      |

| Pos. | Name               |
| ---- | ------------------ |
| 1    | Laura-Ioana Andrei |
| 2    | Sybille Bammer     |
| 3    | Martina Borecká    |
| 4    | Stephanie Wagner   |
| 5    | Jeannine Prentner  |
| 6    | Kateřina Šišková   |
| 7    | Alena Vašková      |
| 8    | Sona Novakova      |
| 9    | Barbora Zvatorova  |
| 10   | Nona Ruppert       |
| 11   | Carolin Habich     |
| 12   | Lena Ruppert       |
| 13   | Manuela Materak    |
| 14   | Angelina Dimler    |
| 15   | Lara Martin        |
| 16   |                    |

| Pos. | Name                    |
| ---- | ----------------------- |
| 1    | Petra Kvitová           |
| 2    | Francesca Schiavone     |
| 3    | Maria Elena Camerin     |
| 4    | Tadeja Majerič          |
| 5    | Julia Schruff           |
| 6    | Lenka Wienerová         |
| 7    | Andreea-Roxana Vaideanu |
| 8    | Ani Mijacika            |
| 9    | Michaela Paštiková      |
| 10   | Maja Mladenovic         |
| 11   | Bianca Schlumberger     |
| 12   | Carmen Klaschka         |
| 13   | Isabella Reibmayr       |
| 14   | Sabine Klaschka         |
| 15   | Verena Schweyer         |
| 16   |                         |

| Pos. | Name               |
| ---- | ------------------ |
| 1    | Sabine Lisicki     |
| 2    | Jana Čepelová      |
| 3    | Timea Bacsinszky   |
| 4    | Conny Perrin       |
| 5    | Réka-Luca Jani     |
| 6    | Nicole Rottmann    |
| 7    | Nikola Hofmanova   |
| 8    | Yvonne Neuwirth    |
| 9    | Katharina Werner   |
| 10   | Anne Kremer        |
| 11   | Vladimíra Uhlířová |
| 12   | Magda Mihalache    |
| 13   | Barbara Lado       |
| 14   | Christina Göhl     |
| 15   | Rebecca Faltusz    |
| 16   | Bettina Rothfuß    |

| Pos. | Name                |
| ---- | ------------------- |
| 1    | Sopia Schapatawa    |
| 2    | Steffi Bachofer     |
| 3    | Anja Prislan        |
| 4    | Stefanie Stemmer    |
| 5    | Anna-Benita Fuchs   |
| 6    | Marlies Szupper     |
| 7    | Franziska Götz      |
| 8    | Paula Götz          |
| 9    | Medina Mert         |
| 10   | Gulnara Gabdoulline |
| 11   | Tina Brem           |
| 12   | Sybille Schilling   |
| 13   | Laura Nortmann      |
| 14   | Klea Simon          |
| 15   | Aigul Gabdoulline   |
| 16   |                     |

### Ergebnisse
| Datum/Uhrzeit      | Heimmannschaft                | Gastmannschaft                | Matches | Sätze | Spiele |
| ------------------ | ----------------------------- | ----------------------------- | ------- | ----- | ------ |
| So. 12. Mai 11:00  | Ski-Club Ettlingen            | TC Amberg am Schanzl          | 1:8     | 6:16  | 81:101 |
| So. 12. Mai 11:00  | TC Augsburg Siebentisch       | MTTC Iphitos München          | 6:3     | 12:7  | 87:73  |
| So. 12. Mai 11:00  | Eckert Tennis Team Regensburg | TC Weissenhof                 | 6:3     | 13:6  | 96:64  |
| Mo. 20. Mai 11:00  | TC Weissenhof                 | TC Rüppurr                    | 1:8     | 2:16  | 49:104 |
| Mo. 20. Mai 11:00  | TC Amberg am Schanzl          | Eckert Tennis Team Regensburg | 7:2     | 14:7  | 94:64  |
| Mo. 20. Mai 11:00  | Ski-Club Ettlingen            | TC Augsburg Siebentisch       | 7:2     | 15:5  | 97:55  |
| So. 26. Mai 11:00  | MTTC Iphitos München          | Ski-Club Ettlingen            | 2:7     | 7:15  | 64:87  |
| So. 26. Mai 11:00  | TC Weissenhof                 | TC Amberg am Schanzl          | 2:7     | 7:14  | 74:86  |
| So. 26. Mai 11:00  | TC Rüppurr                    | Eckert Tennis Team Regensburg | 5:4     | 11:8  | 82:63  |
| Sa. 8. Juni 11:00  | TC Augsburg Siebentisch       | TC Weissenhof                 | 3:6     | 7:14  | 59:94  |
| Sa. 8. Juni 11:00  | TC Amberg am Schanzl          | TC Rüppurr                    | 6:3     | 13:8  | 98:70  |
| Sa. 8. Juni 11:00  | MTTC Iphitos München          | Eckert Tennis Team Regensburg | 5:4     | 12:10 | 97:88  |
| So. 9. Juni 11:00  | Eckert Tennis Team Regensburg | Ski-Club Ettlingen            | 8:1     | 16:3  | 101:51 |
| So. 9. Juni 11:00  | TC Rüppurr                    | TC Augsburg Siebentisch       | 9:0     | 18:0  | 109:33 |
| So. 9. Juni 11:00  | TC Amberg am Schanzl          | MTTC Iphitos München          | 8:1     | 16:2  | 100:44 |
| So. 16. Juni 11:00 | Ski-Club Ettlingen            | TC Weissenhof                 | 6:3     | 12:8  | 94:76  |
| So. 16. Juni 11:00 | MTTC Iphitos München          | TC Rüppurr                    | 3:6     | 6:14  | 63:95  |
| So. 16. Juni 11:00 | TC Augsburg Siebentisch       | TC Amberg am Schanzl          | 3:6     | 8:12  | 69:69  |
| Sa. 22. Juni 11:00 | Eckert Tennis Team Regensburg | TC Augsburg Siebentisch       | 5:4     | 11:10 | 77:78  |
| Sa. 22. Juni 11:00 | TC Weissenhof                 | MTTC Iphitos München          | 1:8     | 3:16  | 66:102 |
| Sa. 22. Juni 11:00 | TC Rüppurr                    | Ski-Club Ettlingen            | 6:3     | 13:7  | 84:70  |